# キャデラック・STS
STS (エス・ティー・エス)は、ゼネラルモーターズが製造、キャデラックブランドで販売していた自動車である。

## 概要
セヴィルのスポーツモデルの後継車種である。
その後は、2012年にDTSとの統合によりXTSとなった。

## 車名
車名は、「セヴィル・ツーリング・セダン (Seville Touring Sedan)」の略称である。
中国向けでは同じボディによる「SLS」というモデルがあり、「SLS」は「セヴィル・ラグジュアリー・セダン(Seville Luxury Sedan)」の後継車種である。